# Tiroler Wappen

Landeswappen Tirols, Österreich

Das Tiroler Wappen ist ein altes Wappen, das bis zum Mittelalter zurückdatiert. Es ist das Wappen der alten Region Tirol, der Gefürsteten Grafschaft sowie in zwei ähnlichen Varianten des heutigen österreichischen Bundeslandes Tirol und der autonomen Provinz Südtirol in Italien.

## Der Tiroler Adler

Wappen Südtirols, Italien

Das Tiroler Wappen zeigt als Wappentier im silbernen Schild den golden gekrönten und bewehrten roten Adler mit goldenen Flügelspangen mit Kleeblattenden, den Tiroler Adler. Hinter ihm befindet sich das Ehrenkränzlein.
Siegel von 1205 zeigen den Tiroler Adler, die ältesten farbigen Darstellungen stammen hingegen aus den Jahren 1271/1286. Die Siegelbilder gehen in die Zeit Albert III. (Graf 1202–1253) aus der Familie der Grafen von Tirol zurück, der die Ursprünge des Landes um Burg Tirol bei Meran formte. 
Der Schild war zu Zeiten der k. u. k. Monarchie mit einem Fürstenhut bekrönt, da Tirol eine gefürstete Grafschaft war.
Die Vermutung, dass es sich um den Brandenburger Adler handelt, ist nicht haltbar. Als 1342 die Heirat von Markgraf Ludwig (dem Brandenburger) mit Margarete Maultasch erfolgte, war der Adler schon im Tiroler Wappen nachweisbar. Auch der Böhmische Adler (schwarz in Silber, flammenbewehrt), heute Trient, kommt erst um 1340 ins Land.

## Bundesland Tirol
Das Gesetz vom 17. Mai 2006 über die Führung und Verwendung des Landeswappens (Tiroler Landeswappengesetz) legt die Form und Verwendung des Wappens fest.
§ 1 Tiroler Landeswappen: Das Landeswappen des Landes Tirol ist nach Art. 6 Abs. 1 der Tiroler Landesordnung 1989, LGBl. Nr. 61/1988,
im silbernen Schild der golden gekrönte und bewehrte rote Adler mit goldenen Flügelspangen mit Kleeblattenden und einem grünen Kranz hinter dem Kopf.
Der Lorbeerkranz erinnert an den Tiroler Freiheitskampf der Napoleonzeit. Er stand jedoch schon seit dem frühen 17. Jahrhundert als heraldisches Beizeichen in Verwendung.
Die während des Tiroler Freiheitskampfes geprägten Andreas-Hofer-Kreuzer zeigen auf der Vorderseite den Tiroler Adler, wie er gegenwärtig vorhanden ist.

Wappen Welschtirols (Trentino), Italien

## Südtirol
Das Südtiroler Wappen wurde 1982 von der Bozner Architektin und Künstlerin Helga von Aufschnaiter im Auftrag der Südtiroler Landesregierung unter Silvius Magnago entworfen und 1983 vom italienischen Staatspräsidenten bestätigt. Es ist nach dem Modell des ursprünglichen Wappens der Grafen von Tirol ohne Kleeblattenden und goldene Krone entworfen worden. Als Vorbild diente das Tiroler Wappen auf der rechten Flügelaußenseite des Altars von Schloss Tirol von 1370.

## Welschtirol (Trentino)
Das Wappen von Welschtirol, dem heutigen Trentino, hat einen schwarzen Adler, aber ebenfalls mit goldenen Flügelspangen, und mit Kleeblattenden, in rotem Flammenkranz. In der Heraldik ist es der Wenzelsadler. Diese Form wurde erst mit Fürstbischof Nikolaus Abrein (1338–1347) eingeführt.

## Verwendung in Gemeindewappen
Die Wappen zahlreicher Tiroler Gemeinden enthalten den Tiroler Adler oder Teile davon, um die Zugehörigkeit zu Tirol zu demonstrieren. Den roten Adler als ganzes enthalten die Wappen von Brixlegg, Landeck, Mareo/Enneberg, Meran, Radfeld, St. Anton am Arlberg, Sterzing, Dorf Tirol, Ton, Vomp und Wiesing. Die Wappen von Glurns und Ulten zeigen den gespaltenen Adler, die Wappen von Gerlos und Spiss den Adlerkopf. In Gerlos steht eine Greifendarstellung für die Grenzlage zwischen Tirol (Adler) und Salzburg (Löwe). Jungholz führt den Adlerflug, Rettenschöss den Adlerfang im Wappen.

## Bildergalerie

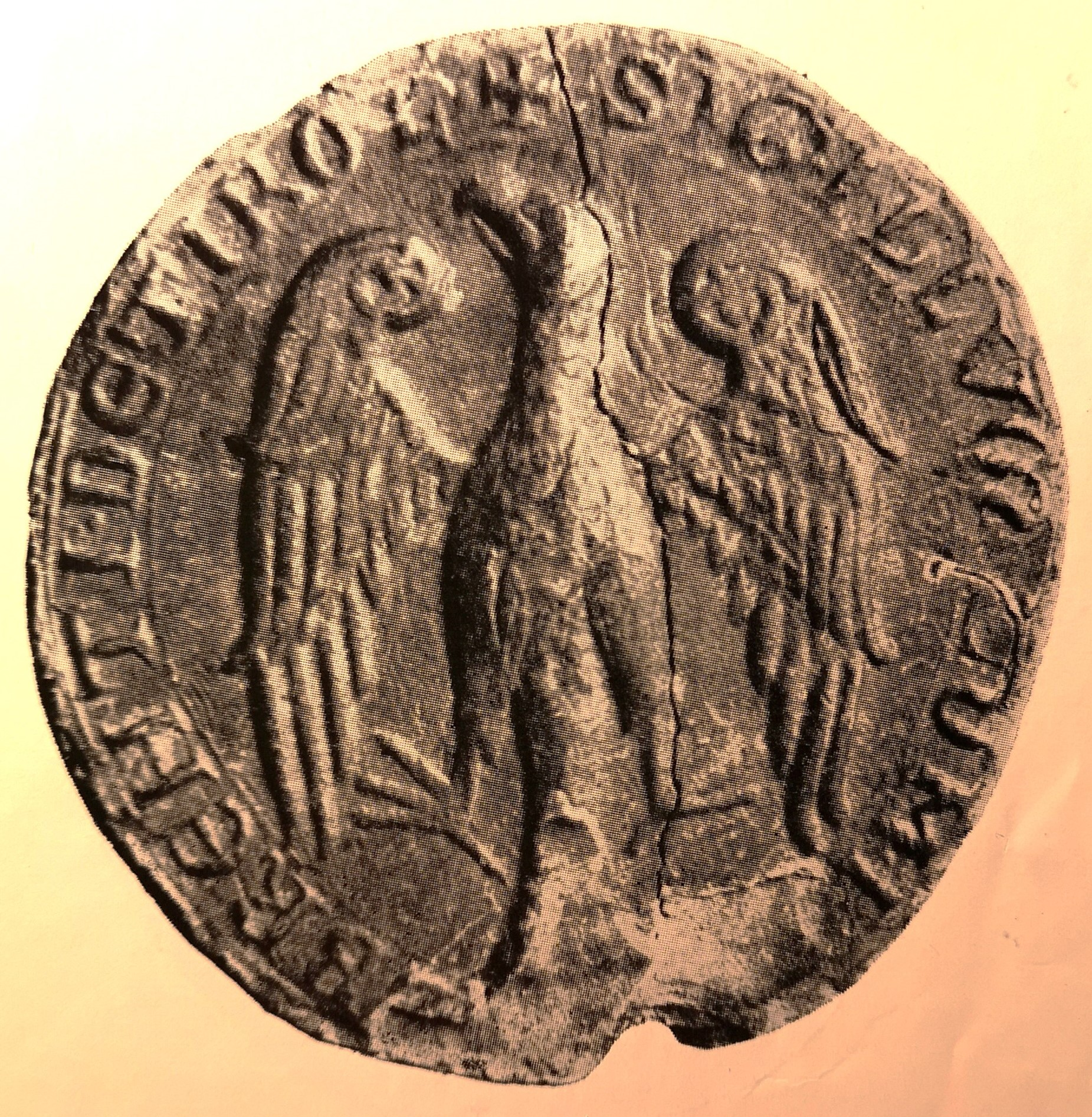
Zweites Siegel Graf Alberts III. von Tirol mit dem Tiroler Adler, verwendet in den Jahren 1211–1217
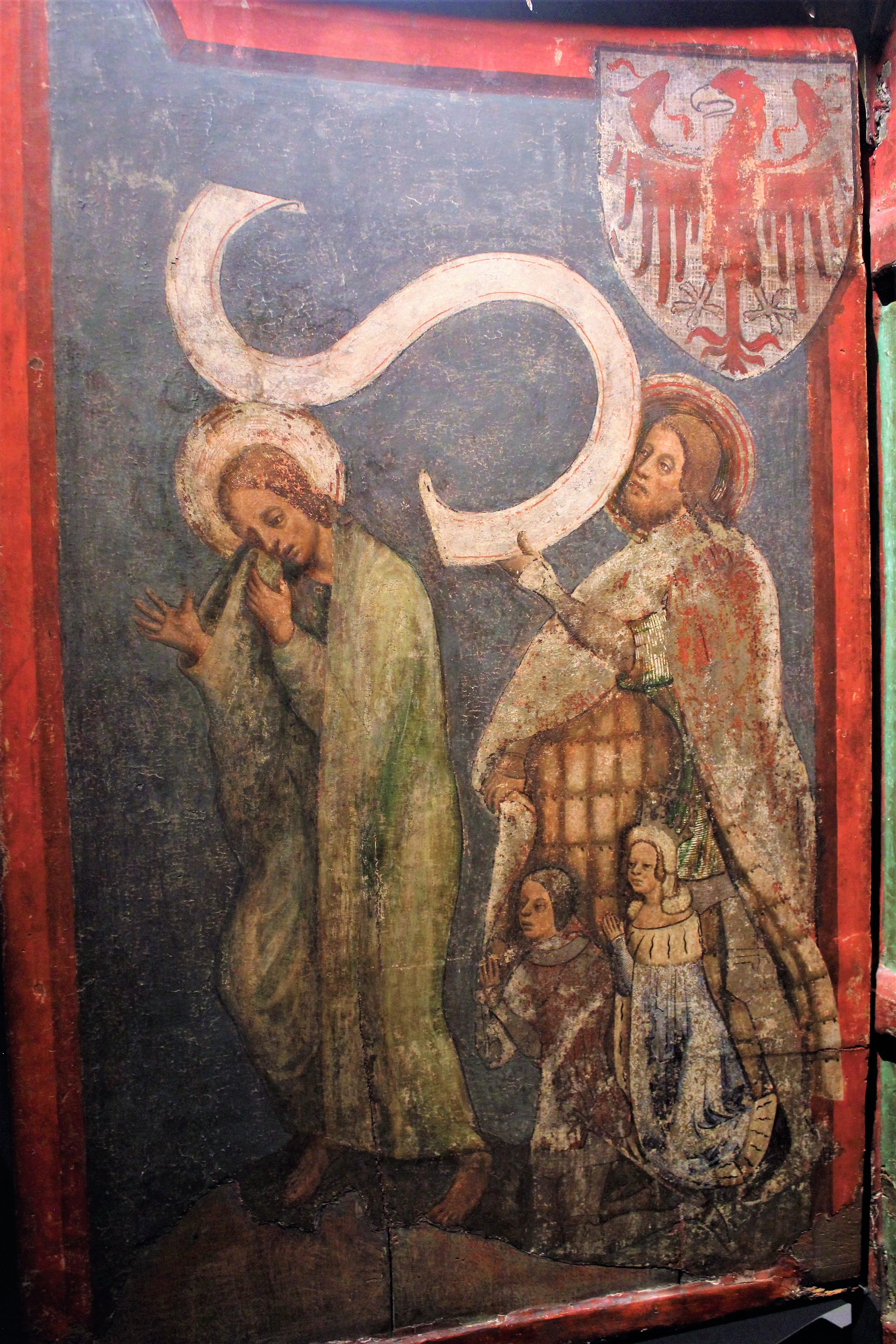
Rechte Flügelaußenseite des Altars von Schloss Tirol mit dem Tiroler Wappen (1370/72)
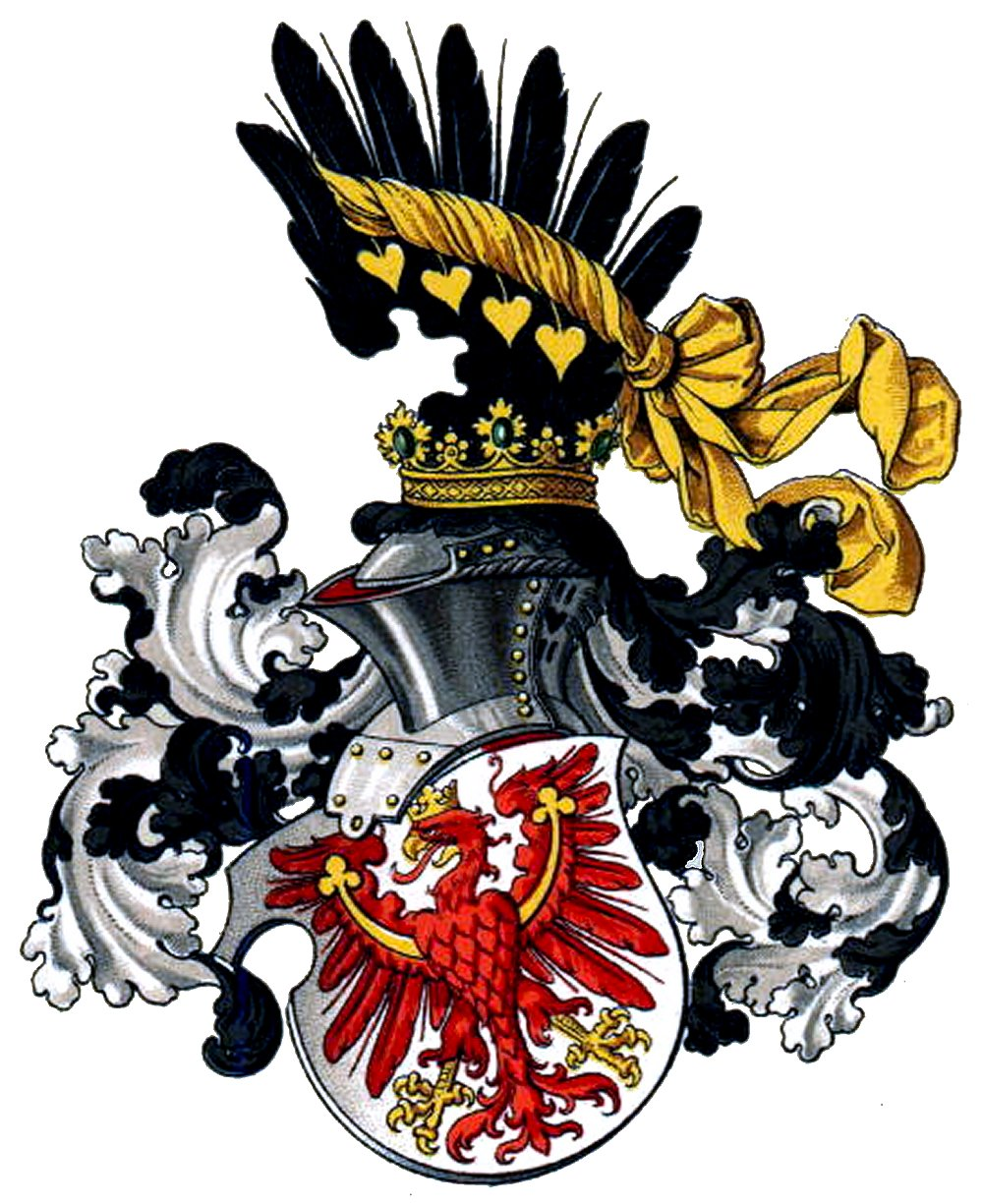
Wappen der Gefürsteten Grafschaft Tirol
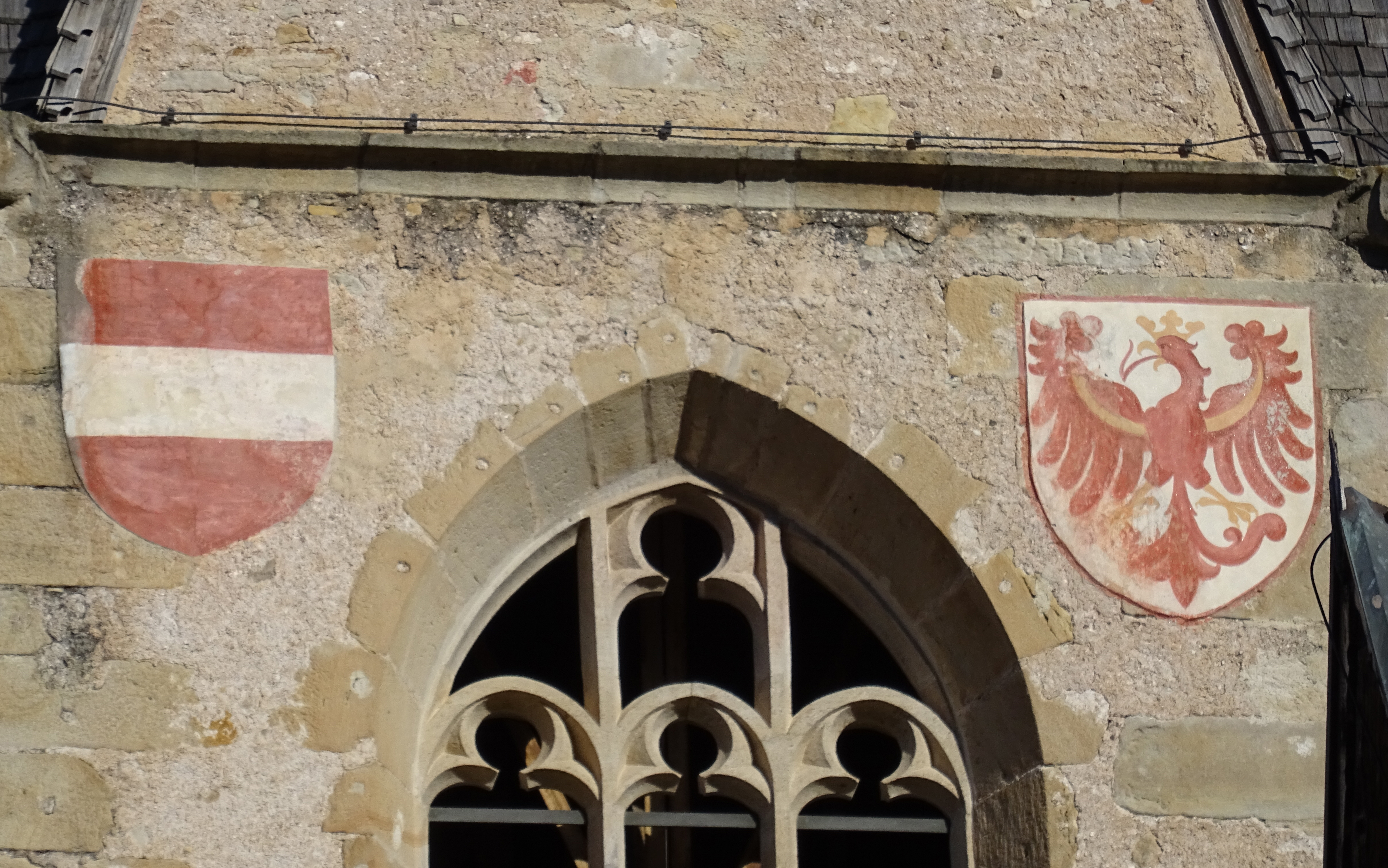
Das Tiroler Wappen neben dem österreichischen Bindenschild am Kirchturm von St. Stephan in Pinzon, 15. Jahrhundert
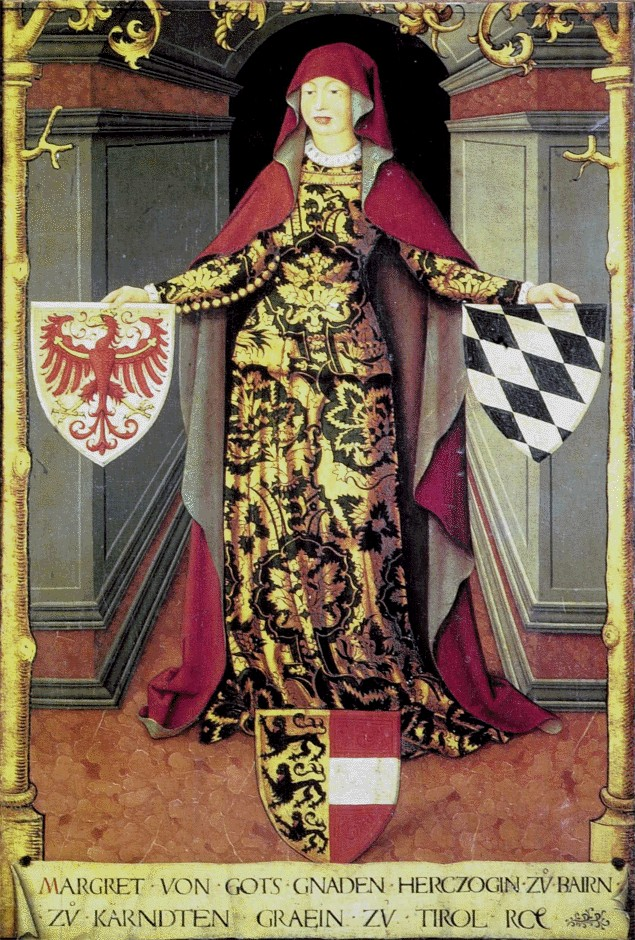
Margarete von Tirol hält das Tiroler Wappen in ihrer Rechten (Ölgemälde 16. Jahrhundert)
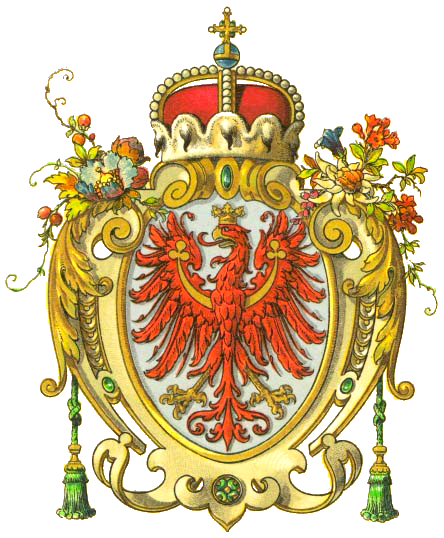
Wappen der gefürsteten Grafschaft Tirol während der k. u. k. Monarchie
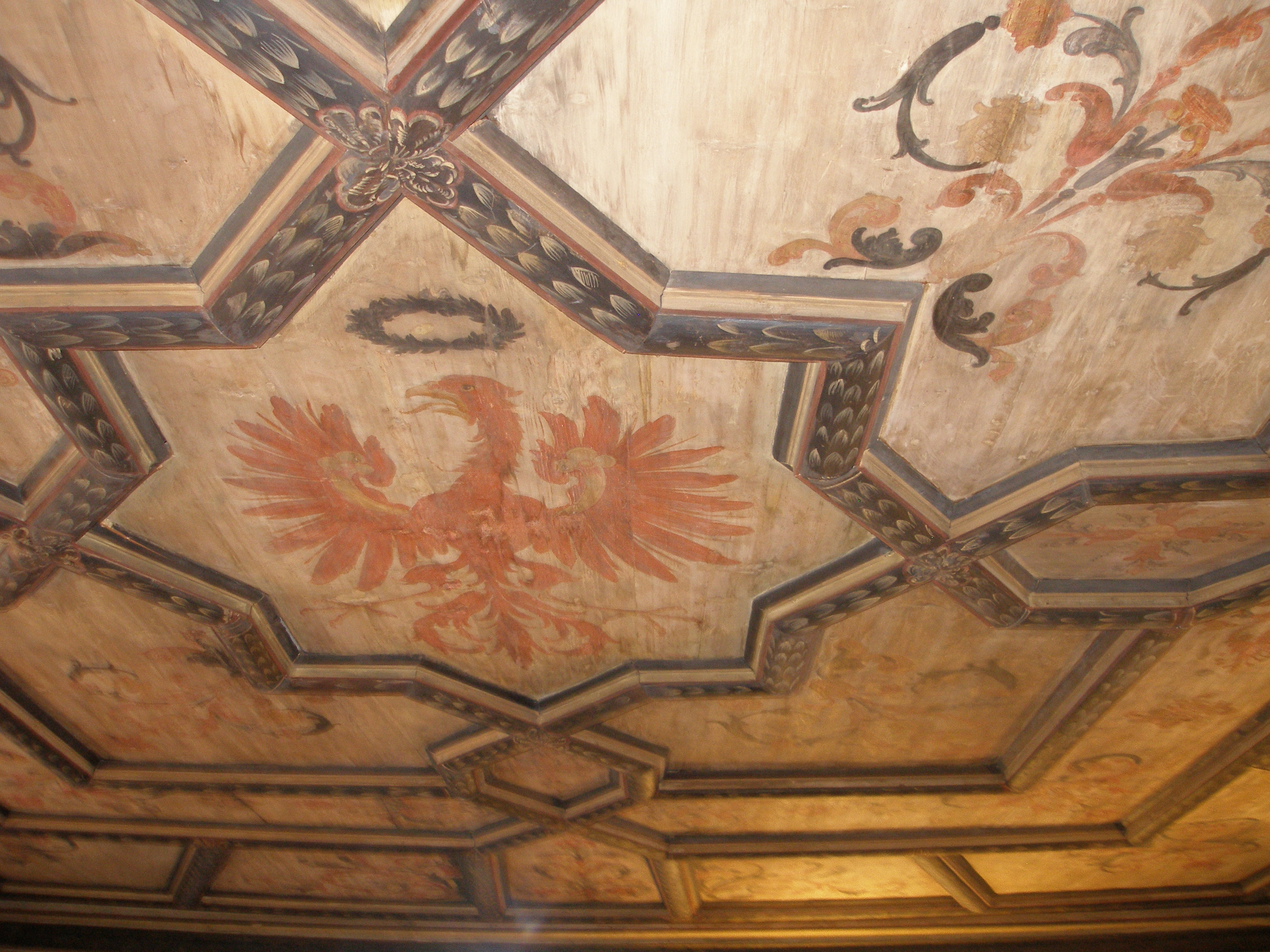
Der Tiroler Adler mit Ehrenkränzlein an der Decke im alten Bozner Rathaus, um 1600
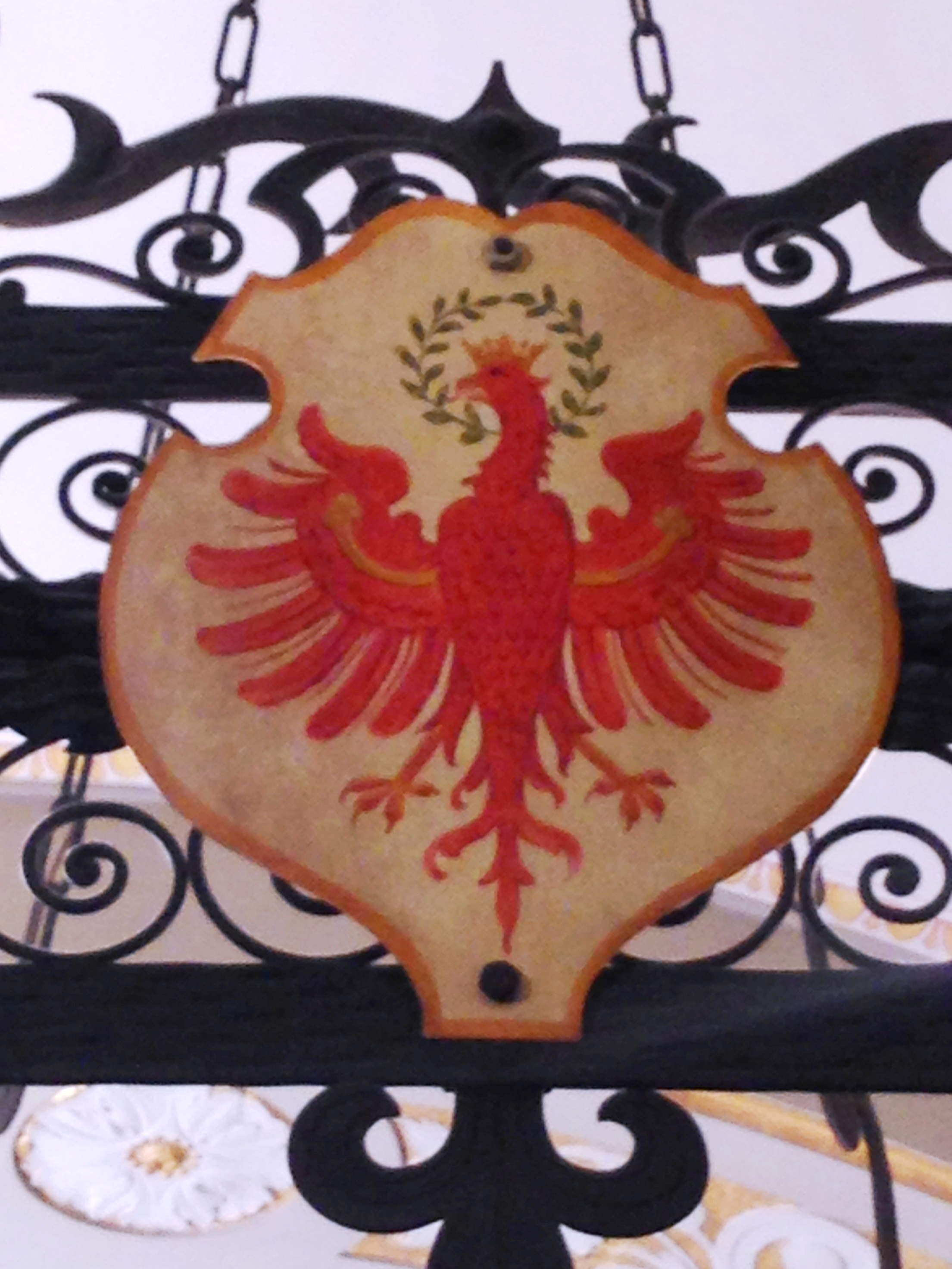
Der Tiroler Adler im Josephssaal des Kolpinghauses Bozen, 1908
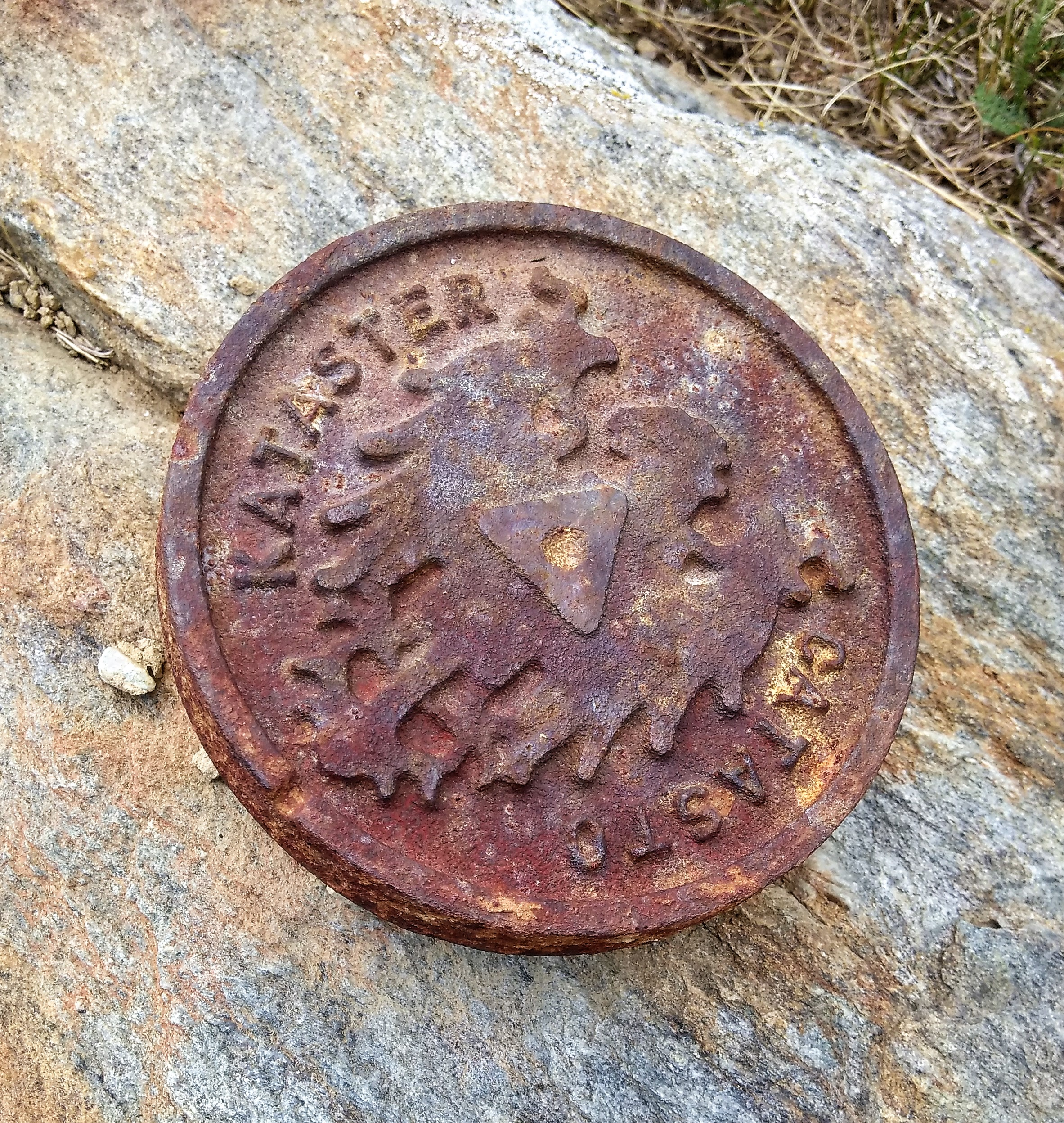
Der Tiroler Adler auf einer Katastermarke des Landes Südtirol im Gebirge (2018)